# Bryden Thomson
Bryden Thomson   (Ayr, 16 de juliol de 1928 - Dublín, 14 de novembre de 1991) va ser un director d'orquestra escocès recordat especialment per haver dirigit la música de compositors britànics i escandinaus. Entre els seus enregistraments hi ha la música orquestral de Hamilton Harty i Arnold Bax. Va ser director principal de diverses orquestres britàniques, entre les quals hi havia l'Ulster Orchestra, que van florir en el seu mandat.

## Biografia

### Vida primerenca i estudis
Bryden ("Jack") Thomson va néixer a Ayr i va créixer tocant el violí i el violoncel. Poc després d'entrar a la Royal Scottish Academy of Music de Glasgow amb una beca als 15 anys, va ser cridat a servir a la Highland Light Infantry, on tocava el piano a la banda del regiment i va aprendre sol a tocar el clarinet. Després de la guerra, va tornar als seus estudis a la Royal Scottish Academy of Music. El 1954 es va traslladar a Alemanya per estudiar direcció, primer amb Hans Schmidt-Isserstedt a la recentment fundada Hochschule für Musik a Hamburg, i després amb Igor Markevitch a la Universitat Mozarteum de Salzburg.

### Carrera
Després d'ocupar el lloc d'assistent de director de l'Orquestra escocesa de la BBC (1958-1962), Bryden Thomson va ocupar càrrecs com a director principal de diverses orquestres britàniques, entre les quals la BBC Northern Symphony Orchestra (1968-1973), la BBC Welsh Symphony Orchestra (1978–1982) i l'Ulster Orchestra (1977–1985). Entre 1984 i 1987 va ser director principal de l'Irish RTÉ Symphony Orchestra. Va ser també breument director de la Royal Scottish National Orchestra (1988–1990), sent només el segon escocès a ocupar aquest càrrec.
Com a director d'òpera, Thomson també ha col·laborat amb la Norwegian National Opera and Ballet, the Royal Swedish Opera i l'Scottish Opera.
Thomson va ser un intèrpret compromès amb la música britànica. Va ajudar a reviure la popularitat de la música d'Arnold Bax realitzant una àmplia sèrie d'enregistraments en CD per a Chandos Records (amb l'Ulster orchestra i l'Orquestra Filharmònica de Londres), inclosos molts dels poemes simfònics i un aclamat cicle de les simfonies. Va fer un servei similar per a la música del compositor irlandès Hamilton Harty enregistrant les obres orquestrals col·leccionades amb l'Ulster Orchestra, de nou per a Chandos. També va fer amb Chandos una sèrie ben rebuda d'enregistraments de música orquestral de Vaughan Williams i Walton. Entre els altres compositors britànics que va dirigir hi ha Alun Hoddinott, Daniel Jones, Kenneth Leighton, Thomas Wilson i Grace Williams.
S'ha elogiat críticament un cicle de simfonies de Martinů gravat amb l'Orquestra Nacional Escocesa entre 1989 i 1990. Thomson també va conrear un gran interès en compositors nòrdics com Holmboe, Nielsen, Sallinen i Sibelius.
Les interpretacions de Nielsen han estat molt admirades, incloent-hi una gravació de la Simfonia núm.4 i la Simfonia núm.6 amb la Royal Scottish National Orchestra, que va resultar ser el seu últim enregistrament.

### Llegat
Thomson va morir de càncer a Dublín, el novembre de 1991. El 2003, la seva vídua, Mary Ellison Thomson, va lliurar la seva col·lecció de partitures a la Biblioteca Nacional d'Irlanda, i el 2008 va crear el Bryden Thomson Trust en suport de joves directors.